# Фире
Фире (фр. Firé) — деревня в Чаде, расположенная на территории региона Канем.

## География
Деревня находится в западной части Чада, к северо-востоку от города Мао, на высоте 338 метров над уровнем моря. Фире расположена на расстоянии приблизительно 244 километров к северо-северо-востоку от столицы страны Нджамены. Ближайшие населённые пункты: Корофи, Бодианга, Корофу, Делефианга, Гони-Гони, Би, Ваджиги.
Климат деревни характеризуется как аридный жаркий (BWh в классификации климатов Кёппена).

## Транспорт
Ближайший аэропорт расположен в городе Мао.